# Léo Jabá
Leonardo Rodrigues Lima, meglio noto come Léo Jabá (San Paolo, 2 agosto 1998), è un calciatore brasiliano, attaccante del São Bernardo.

## Caratteristiche tecniche
È un'ala destra.

## Carriera

### Club
Cresciuto nelle giovanili del Corinthians, ha debuttato il 21 novembre 2016 nel match vinto 1-0 contro l'Internacional.

### Nazionale
Con la nazionale Under-20 brasiliana ha preso parte al Campionato sudamericano Under-20 2017, collezionando 8 presenze.

## Statistiche

### Presenze e reti nei club
Statistiche aggiornate al 13 maggio 2018.
| Stagione           | Squadra            | Campionato         | Campionato | Campionato | Coppe nazionali | Coppe nazionali | Coppe nazionali | Coppe continentali | Coppe continentali | Coppe continentali | Altre coppe | Altre coppe | Altre coppe | Totale | Totale |
| Stagione           | Squadra            | Comp               | Pres       | Reti       | Comp            | Pres            | Reti            | Comp               | Pres               | Reti               | Comp        | Pres        | Reti        | Pres   | Reti   |
| ------------------ | ------------------ | ------------------ | ---------- | ---------- | --------------- | --------------- | --------------- | ------------------ | ------------------ | ------------------ | ----------- | ----------- | ----------- | ------ | ------ |
| 2016               | Corinthians        | A+PAU              | 2+0        | 0          | CB              | 0               | 0               | CL                 | 0                  | 0                  |             | -           | -           | 2      | 0      |
| 2017               | Corinthians        | A+PAU              | 1+13       | 0+1        | CB              | 3               | 0               | CS                 | 0                  | 0                  |             | -           | -           | 17     | 1      |
| Totale Corinthians | Totale Corinthians | Totale Corinthians | 16         | 1          |                 | 3               | 0               |                    | 0                  | 0                  |             | -           | -           | 19     | 1      |
| 2017-2018          | Achmat Groznyj     | PL                 | 24         | 3          | CR              | 1               | 0               | -                  | -                  | -                  | -           | -           | -           | 25     | 3      |
| Totale carriera    | Totale carriera    | Totale carriera    | 40         | 4          |                 | 4               | 0               |                    | 0                  | 0                  |             | -           | -           | 44     | 5      |

## Palmarès

### Competizioni statali
- Campionato paulista: 1

Corinthians: 2017

### Competizioni nazionali
- Campionato greco: 1

PAOK: 2018-2019
- Coppa di Grecia: 1

PAOK: 2018-2019